# Dansaire encaputxat
El dansaire encaputxat (Saltator nigriceps) és un ocell de la família dels tràupid (Thraupidae).

## Hàbitat i distribució
Habita els límits del bosc i matoll àrid als canyons dels Andes, d'Equador meridional i nord-oest del Perú.